# Kuala Baru (Teluk Dalam)
Kuala Baru is een bestuurslaag in het regentschap Simeulue van de provincie Atjeh, Indonesië. Kuala Baru telt 589 inwoners (volkstelling 2010).